# Niebelschütz (Adelsgeschlecht)
Niebelschütz ist ein Geschlecht des schlesischen Uradels, das in Niederschlesien und der Oberlausitz weit verbreitet war und das bis heute fortbesteht.

## Geschichte
Das Geschlecht leitet seinen Namen vom Stammsitz Nebelschütz bei Kamenz in der Oberlausitz ab und erschien erstmals urkundlich am 3. Februar 1289 mit Peter de Nebelsicz, mit dem auch die Stammreihe beginnt. Er war im Gefolge des Herzogs Konrad von Schlesien und Sagan. Die Niebelschitz verfügten bis 1945 über weitreichenden Grundbesitz in Niederschlesien. So waren z. B. Gleinitz mit Taubemühle seit 1446 und Stummberg Herzogtum Glogau seit 1460 in Familienbesitz. Metschlau im späteren Landkreis Sprottau war seit 1794 im Besitz der Familie, Dahme bei Wohlau seit 1859. Der Stammsitz des Adelsgeschlechts mit Schloss Gleinitz war lange Familienfideikommiss, dann wandelte es der Landesälteste Ernst von Niebelschütz vor 1882 in ein Allodialgut um. Letzte Eigentümer waren Alessa von Niebelschütz und dann seit 1922 ihr Cousin, der Fregattenkapitän Ernst von Niebelschütz und Gleinitz.

## Wappen
In Blau zwei einander zugekehrte silberne Schwanenköpfe mit langen gebogenen Hälsen und roten Schnäbeln. Auf dem Helm mit blau-silbernen Decken eine mit drei (blau-silber-blau) Straußenfedern besteckte und von den Schwanenhälsen beseitete rote Säule.

## Angehörige
- Albert Ottomar Ferdinand Hagemeier genannt von Niebelschütz (1805–1880), preußischer Generalleutnant
- Hanns Ernst Leopold von Niebelschütz (1817–1874), preußischer Landrat[6]
- Benno von Niebelschütz (1830–1892), preußischer Landrat, zeitweise Chefredakteur[7][8] der Kreuzzeitung
- Ernst von Niebelschütz (1879–1946), Kunsthistoriker, Redakteur und Schriftsteller
- Günther von Niebelschütz (1882–1945), deutscher General der Infanterie
- Wolf von Niebelschütz (1913–1960), Schriftsteller und Historiker